# Герб Бусовиська
Герб Бусовиська — один з офіційних символів села Бусовисько, Старосамбірського району Львівської області.

## Історія
Символ затвердила VІІІ сесія  Верхньолужоцької сільської ради 3-го (ХХІІІ) скликання рішенням  від 28 березня 2000 року.
Автор — Андрій Гречило.

## Опис (блазон)
У зеленому полі золота єпископська митра на покладених навхрест золотих жезлі та хресті, глава перетята ялиноподібно на зелене і золоте поля.
Щит вписаний у еклектичний картуш, увінчаний золотою сільською короною.

## Зміст
Митра, жезл і хрест були на громадській печатці ХІХ ст. і вказували на приналежність частини села до церковної власності. Зелений колір і січення означають щедрі ліси, а жовтий колір — сільське господарство.
Золота корона з колосків вказує на статус сільського населеного пункту.